# 18191 Рейхі
18191 Рейхі (18191 Rayhe) — астероїд головного поясу, відкритий 25 серпня 2000 року.
Тіссеранів параметр щодо Юпітера — 3,328.